# Physaraia
Physaraia is een geslacht van insecten uit de orde vliesvleugeligen (Hymenoptera) en de familie schildwespen (Braconidae).

## Soorten
Deze lijst van 23 stuks is mogelijk niet compleet.
- P. achterbergi Donaldson, 1989
- P. aporia Donaldson, 1989
- P. areolata (Cameron, 1911)
- P. bilobata (Cameron, 1906)
- P. bituberculata (Szepligeti, 1914)
- P. bivittata (Kriechbaumer, 1894)
- P. capensis (Enderlein, 1905)
- P. caudata (Szepligeti, 1914)
- P. empeyi Donaldson, 1989
- P. excisa (Szepligeti, 1914)
- P. fanitalis Donaldson, 1989
- P. furcata (Guerin-Meneville, 1848)
- P. laticlavia Donaldson, 1989
- P. lundi Donaldson, 1989

- P. melanocera (Cameron, 1911)
- P. nana Donaldson, 1989
- P. nigricephala Donaldson, 1989
- P. sarisa Donaldson, 1989
- P. simplex Donaldson, 1989
- P. sinensis Quicke & You, 1997
- P. solanicola Donaldson, 1989
- P. sulphurea (Szepligeti, 1913)
- P. sumatrana (Enderlein, 1905)